# Ora di Katmandu
L'ora di Katmandu era un fuso orario esistito in Nepal fino al 1986.
Chiamata anche ora del Nepal, corrispondeva a un'approssimazione dell'ora solare media di Katmandu, la capitale, in anticipo di 5 ore, 41 minuti e 16 secondi rispetto al GMT ed era fissata a GMT+5:40.
Il Nepal adottò poi UTC+5:45 nel 1986.